# Abiego
Abiego település Spanyolországban, Huesca tartományban. Abiego Adahuesca, Alquézar, Angüés, Azlor, Bierge, Casbas de Huesca és Lascellas-Ponzano községekkel határos. Lakosainak száma 264 fő (2024).

## Népesség
A település lakosságának változását az alábbi diagram mutatja:
| Lakosok száma | 298  | 288  | 288  | 286  | 280  | 267  | 247  | 248  | 271  | 264  |
|               | 2001 | 2004 | 2006 | 2009 | 2011 | 2014 | 2016 | 2019 | 2021 | 2024 |